# Seznam paleontologů
Toto je seznam paleontologů. Uvádí jednotlivce, kteří mají významné postavení v paleontologii. Význam může tkvět v jejich roli v historii paleontologie, jako objevitelů či autorů teorií či pojmů.
| Jméno                            | Život     | Význam | Portrét |
| -------------------------------- | --------- | --- | ------- |
| Louis Agassiz                    | 1807–1873 | švýcarský paleontolog, glaciolog, geolog, autor prací na poli ichtyologie |         |
| Roy Chapman Andrews              | 1884–1960 | americký badatel, cestovatel a paleontolog, na svých expedicích v poušti Gobi a Mongolsku počátkem 20. století mezi jinými nalezl první známé fosílie dinosaurů |         |
| Nikolaj Ivanovič Andrusov        | 1861–1924 | ruský geolog a paleontolog, vedl stratigraficko-paleontologické výzkumy v oblastech Černého moře, Severního Kavkazu a Kaspického moře |         |
| Mary Anningová                   | 1799–1847 | britská sběratelka fosílií a paleontoložka počátků paleontologie. Objevila první zkameněliny mořských plazů ichthyosaura (1811), plesiosaura (1821) a ptakoještěra pterodaktyla |         |
| Giovanni Arduino                 | 1714–1795 | italský geolog, „otec“ italské geologie, autor termínů prvohory, druhohory a třetihory, rozpoznal význam fosílií pro určení stáří hornin |         |
| Andrew Geddes Bain               | 1797–1864 | britský geolog skotského původu, „otec“ geologie Jižní Afriky, autor významných fosilních nálezů v pánvi Karoo a první geologické mapy Jižní Afriky |         |
| Robert T. Bakker                 | * 1945    | americký paleontolog a kreslíř, zastánce teorie o dinosaurech s pernatým pokryvem těla |         |
| Joachim Barrande                 | 1799–1883 | byl francouzský inženýr, geolog a paleontolog, známý průzkumem geologických útvarů a zkamenělin ve středních Čechách, odborník na fosílie období siluru ordoviku |         |
| Johann Friedrich Blumenbach      | 1752–1840 | německý zoolog, paleontolog a antropolog |         |
| Robert Broom                     | 1866–1951 | jihoafrický lékař a paleontolog, známý studiem plazů (Therapsida) a objevitel fosílií Australopithecus africanus (Mrs. Ples) a Paranthropus robustus |         |
| Barnum Brown                     | 1873–1963 | americký paleontolog, jeden z největších paleontologů začátku 20. století, zejména díky nálezu první kostry Tyrannosaurus rex a popisu nových druhů v American Museum of Natural History, mj. 1908 Ankylosaurus, 1913 Hypacrosaurus a 1914 Corythosaurus                                                  |         |
| Christian Leopold von Buch       | 1774–1853 | německý geolog a paleontolog, autor termínu vůdčí zkamenělina a zakladatel stratigrafie |         |
| William Buckland                 | 1784–1856 | anglický geolog a paleontolog, objevitel Megalosaura |         |
| Edward Drinker Cope              | 1840–1897 | americký vědec, aktivní v mnoha oblastech zoologie, jako taxonomie vyhynulých obratlovců a paleontologie, ichtyologie, herpetologie a srovnávací anatomie |         |
| Georges Cuvier                   | 1769–1832 | francouzský přírodovědec, zakladatel vědecké paleontologie. Hlavní oblastí zájmu byly fosílie pařížské pánve |         |
| Edgar Dacqué                     | 1878–1945 | teosofický teoretik evoluce, profesor paleontologie na Ludwig-Maximilians-Universität v Mnichově |         |
| Raymond Dart                     | 1893–1988 | objevitel Taungského dítěte |         |
| Charles Darwin                   | 1809–1882 | britský přírodovědec, autor evoluční teorie |         |
| George Mercer Dawson             | 1849–1901 | kanadský geograf, geodet paleontolog. Zabýval se geologií Kanady a objevil první kanadské fosílie dinosaurů |         |
| Louis Dollo                      | 1857–1931 | belgický paleontolog a vedoucí vykopávek, při nichž byl nalezen iguanodon |         |
| Tung Č’-ming                     | * 1937    | čínský expert, známý objevy mnoha fosílií v Číně, popsal velké množství dinosaurů (např. rody Shunosaurus, Datousaurus, Omeisaurus, Archaeoceratops |         |
| Tilly Edinger                    | 1897–1967 | zakladatelka paleoneurologie |         |
| Dianne Edwards                   | * 1942    | britská paleobotanička |         |
| Richard Fortey                   | * 1946    | |         |
| Eberhard Fraas                   | 1862–1915 | německý paleontolog, popsal mezi jinými dinosaury jako je Procompsognathus (1913) |         |
| Oscar Fraas                      | 1824–1897 | |         |
| Jens Lorenz Franzen              | * 1937    | |         |
| Hanns Bruno Geinitz              | 1814–1900 | německý paleontolog a geolog, poprvé vědecky popsal mnoho fosílií, například silurské graptolity, zkoumal pískovce a vápence z období křídy v Sasku a Čechách a fosilní rostliny a živočichy v horninách permu                                                                                            |         |
| Martin Glaessner                 | 1906–1989 | australský paleontolog a geolog, určil stáří fosilií ediakarské fauny |         |
| Stephen Jay Gould                | 1941–2002 | americký zoolog, paleontolog, evoluční biolog a historik vědy, popularizátor vědy |         |
| Ernst Haeckel                    | 1834–1919 | |         |
| Oswald Heer                      | 1809–1883 | |         |
| Edward Hitchcock                 | 1793–1864 | |         |
| Arthur Holmes                    | 1890–1965 | |         |
| Jack Horner                      | * 1946    | |         |
| Friedrich von Huene              | 1875–1969 | německý paleontolog, přední odborník na fosilní plazy v Evropě počátkem 20. století, popsal více druhů dinosaurů: Proceratosaurus (1926), Antarctosaurus (1929) nebo Indosuchus (1933) |         |
| Thomas Henry Huxley              | 1825–1895 | britský biolog, zastánce Darwinovy evoluční teorie, jako první pojmenoval agnosticismus, jeho dílo mělo velký vliv na rozvoj vědy 19. století |         |
| James Hutton                     | 1726–1797 | skotský přírodovědec, autor prvních sedimentologických výzkumů, zakladatel geochronologie |         |
| Otto Jaekel                      | 1863–1929 | |         |
| Werner Janensch                  | 1878–1969 | jeden z nejvýznamnějších německých paleontologů zkoumající obratlovce první poloviny 20. století, a významný německý specialista na dinosaury, popsal mezi jinými druhy jako Brachiosaurus brancai (1914; dnes giraffatitan), dicraeosaurus (1914) a elaphrosaurus (1920).                                |         |
| Donald Johanson                  | * 1943    | |         |
| Johann Jakob Kaup                | 1803–1873 | |         |
| Arthur Lakes                     | 1844–1917 | |         |
| Jean-Baptiste Lamarck            | 1744–1829 | |         |
| Louis Leakey                     | 1903–1972 | britský antropolog a paleontolog, kurátor muzea v Nairobi; objevitel mnoha ostatků časných hominidů ve východní Africe (Paranthropus boisei, Homo habilis) |         |
| Joseph Leidy                     | 1823–1891 | |         |
| Richard Swann Lull               | 1867–1957 | |         |
| Charles Lyell                    | 1797–1875 | |         |
| Gideon Mantell                   | 1790–1852 | anglický lékař, geolog a paleontolog, bývá považován za objevitele dinosaurů |         |
| Othniel Charles Marsh            | 1831–1899 | jeden z nejvýznamnějších paleontologů 19. století a průkopník výzkumu dinosaurů. Objevil, popsal a pojmenoval mnoho zkamenělin, zejména v západních Spojených státech, včetně druhů jako Allosaurus, Apatosaurus, Stegosaurus (všechny 1877), Diplodocus (1878), Ceratosaurus (1884) a Triceratops (1889) |         |
| Erlend Martini                   | * 1932    | |         |
| Hermann von Meyer                | 1801–1869 | |         |
| Stanley Miller                   | 1930–2007 | |         |
| Johann August Edmund Mojsisovics | 1839–1907 | rakouský paleontolog, zkoumal oblasti východních Alp, Středomoří a Maďarska, popsal fosílie z triasu |         |
| Simon Conway Morris              | * 1951    | |         |
| Arno Hermann Müller              | 1916–2004 | |         |
| Roderick Murchison               | 1792–1871 | skotský geolog a paleontolog, položil základy stratigrafie prvohor |         |
| Melchior Neumayr                 | 1845–1890 | rakouský paleontolog, založil a vedl ve Vídni první paleontologický ústav na světě, položil základ velké paleontologické sbírky |         |
| Franz von Nopcsa                 | 1877–1933 | rakouský paleontolog, zkoumal nálezy dinosuarů v Sedmihradsku |         |
| Alexandr Ivanovič Oparin         | 1894–1980 | ruský a sovětský biolog a biochemik, autor jedné z teorií vzniku života na Zemi |         |
| Alcide Dessalines d’Orbigny      | 1802–1857 | |         |
| Henry Fairfield Osborn           | 1857–1935 | americký geolog, paleontolog a eugenik. Osborn popsal a pojmenoval některé z nejznámějších dinosaurů: Ornitholestes (1903), Tyrannosaurus rex (1905), Pentaceratops (1923) a Velociraptor (1924). Byl jedním z nejvlivnějších antropologů a paleoantropologů                                              |         |
| John H. Ostrom                   | 1928–2005 | americký paleontolog, který stál u prvních převratných změn v pohledu na dinosaury |         |
| Albert Oppel                     | 1831–1865 | |         |
| Richard Owen                     | 1804–1892 | britský zoolog, anatom a paleontolog, který v roce 1842 poprvé oficiálně pojmenoval dinosaury |         |
| Christian Heinrich Pander        | 1794–1865 | |         |
| Elizabeth Philpot                | 1780–1857 | britská sběratelka a paleontoložka |         |
| Friedrich August von Quenstedt   | 1809–1889 | německý paleontolog, geolog a krystalograf |         |
| Friedrich Rolle                  | 1827–1887 | |         |
| Alfred Sherwood Romer            | 1894–1973 | |         |
| Karl Rouillier                   | 1814–1858 | ruský paleontolog a geolog, věnoval se biostratigrafii |         |
| Gaston de Saporta                | 1823–1895 | |         |
| Otto Heinrich Schindewolf        | 1896–1971 | |         |
| Ernst Friedrich von Schlotheim   | 1764–1832 | německý geolog a paleontolog, zakladatel paleobotaniky |         |
| Harry Govier Seeley              | 1839–1909 | britský paleontolog, který rozdělil podle stavby pánevních kostí dinosaury na dvě skupiny |         |
| Adolf Seilacher                  | 1925–2014 | |         |
| Paul Sereno                      | * 1957    | americký paleontolog, který publikoval první vědecký popis různých dinosaurů a dalších vyhynulých obratlovců |         |
| George Gaylord Simpson           | 1902–1985 | americký zoolog, paleontolog a jeden z architektů syntetické teorie evoluce |         |
| William Smith                    | 1769–1839 | anglický geolog, paleontolog, vytvořil první geologickou mapu Anglie |         |
| Reginald Sprigg                  | 1919–1994 | australský paleontolog a geolog, objevitel fosilií ediakarské fauny |         |
| Nicolaus Steno                   | 1638–1686 | dánský lékař, anatom a přírodovědec, později katolický kněz a biskup |         |
| Charles Mortram Sternberg        | 1885–1981 | kanadský paleontolog zabývající se dinosaury v provincii Alberta |         |
| Kašpar Šternberk                 | 1761–1838 | jeden z nejvýznamnějších přírodovědců první poloviny 19. století. Specializoval se zejména na botaniku, geologii a paleontologii. Je považován za jednoho ze zakladatelů moderní paleobotaniky, zakladatel Národního muzea v Praze                                                                        |         |
| Ernst Stromer von Reichenbach    | 1871–1952 | německý paleontolog, objevil a popsal druhy jako Spinosaurus (1915), Carcharodontosaurus (1931) a Aegyptosaurus (1932). |         |
| Eduard Suess                     | 1831–1914 | rakouský paleontolog a geolog, popsal a vytvořil termíny Tethys a Gondwana |         |
| Heinz Tobien                     | 1911–1993 | německý paleontolog |         |
| Charles Doolittle Walcott        | 1850–1927 | americký paleontolog |         |
| Gotthelf Fischer von Waldheim    | 1771–1853 | německý zoolog, anatom, entomolog, paleontolog, geolog a knihovník. |         |
| Johannes Weigelt                 | 1890–1948 | německý paleontolog a geolog |         |
| Peter Wellnhofer                 | * 1936    | německý paleontolog |         |
| Jost Wiedmann                    | 1936–1993 | německý paleontolog |         |
| Harry Whittington                | 1916–2010 | byl britský paleontolog, který významně přispěl ke studiu fosílií a živočichů v kambriu |         |
| John Woodward                    | 1668–1728 | byl anglický přírodovědec, antikvář a geolog |         |
| Čou Čung-che                     | * 1965    | čínský paleontolog, popsal rod Confuciusornis |         |
| Karl Alfred von Zittel           | 1839–1904 | německý geolog a paleontolog |         |